# La historia interminable
La historia interminable (en alemán: Die unendliche Geschichte) (La historia sin fin en Hispanoamérica) es una novela filosófica del escritor alemán Michael Ende publicada por primera vez en alemán en 1979. Fue un verdadero éxito desde el mismo momento en que se publicó y se ha traducido a más de 36 idiomas y llevado al cine en diversas adaptaciones cinematográficas.
Se trata de una novela que a pesar de haber sido calificada como «un nuevo clásico de la literatura juvenil», siempre fue defendida por su autor como una novela que se extiende más allá de la mera narración para convertirse en una crítica. Por ejemplo, Ende defendió que la novela expresa el deseo de encontrar la realidad que nos rodea a través de recorrer el camino inverso, es decir, la parte interna de cada uno que reside en su imaginación. En las propias palabras del autor:

Cuando nos fijamos un objetivo, el mejor medio para alcanzarlo es tomar siempre el camino opuesto. No soy yo quien ha inventado dicho método. Para llegar al paraíso, Dante, en su Divina comedia, comienza pasando por el infierno. (···) Para encontrar la realidad hay que hacer lo mismo: darle la espalda y pasar por lo fantástico. Ése es el recorrido que lleva a cabo el héroe de La historia interminable. Para descubrirse, a sí mismo, Bastián debe primero abandonar el mundo real (donde nada tiene sentido) y penetrar en el país de lo fantástico, en el que, por el contrario, todo está cargado de significado. Sin embargo, hay siempre un riesgo cuando se realiza tal periplo; entre la realidad y lo fantástico existe, en efecto, un sutil equilibrio que no debe perturbarse: separado de lo real, lo fantástico pierde también su contenido.
Michael Ende en una entrevista para El País.

## Argumento
El libro está dividido en 2 partes diferenciadas. La primera transcurre entre el mundo fantástico del que habla el libro llamado La historia interminable, el reino de Fantasía, y el mundo real. En el mundo fantástico, el protagonista es un joven guerrero llamado Atreyu, a quien la Emperatriz Infantil, soberana de Fantasía, pide iniciar una búsqueda para hallar una cura a la enfermedad que padece y que la está matando lentamente. El otro protagonista es un niño del mundo real, Bastián Baltasar Bux, huérfano de madre y solitario, quien lee la novela que narra la historia de Fantasía, y para quien la historia se vuelve cada vez más real.
La historia comienza cuando Bastián entra en una tienda de libros viejos propiedad de Karl Konrad Koreander. Cuando el dueño sale a su encuentro, Bastián le explica su situación, que hay varios compañeros de clase que le agreden y se burlan de él. Tras una larga charla y aprovechando un descuido del librero, Bastián se lleva uno de los libros furtivamente: La historia interminable, el cual le llama la atención a causa de su llamativo aspecto, con el símbolo Áuryn en la portada.
Una vez en la escuela, se esconde en un desván al que nadie suele acudir. Sintiéndose a salvo, abre el libro y se sumerge en la lectura. El libro habla sobre Fantasía, que se encuentra en un grave peligro, pues por algún motivo que sus habitantes desconocen, sus habitantes y lugares están empezando a desaparecer, dejando una "Nada" en el lugar, reemplazando a los seres que dejan de existir. La Nada progresa a medida que la enfermedad de la Emperatriz avanza, habiendo una clara relación entre ambas y, como se descubre cuando la trama avanza, con Bastián.
Se va desarrollando la historia y van apareciendo diferentes personajes, como el dragón blanco de la suerte Fújur; así como distintos retos para Atreyu, que irá superando hasta encontrar la salvación para el reino y para la Emperatriz, cosa que consigue entrando en contacto con Bastián, a través del libro como nexo entre ambos.
La segunda parte transcurre inmediatamente después del desenlace de la primera. Tiene lugar íntegramente en Fantasía, y describe el viaje de Bastián por ella y de cómo la va reconstruyendo a partir de su imaginación.

## Personajes principales

### Bastián Baltasar Bux
Bastián Baltasar Bux es el protagonista de la historia; es quien encuentra el libro y lo lee escondido en el desván de su colegio. A la mitad del libro, se vuelve un personaje de La historia interminable, o en Fantasía. Es investido con el amuleto ÁURYN, que le concede deseos. La Emperatriz Infantil le dice que cuantos más deseos pida, más grande será Fantasía. Pero Bastián no sabe que por cada deseo que pide, enriqueciendo Fantasía, uno de sus recuerdos desaparece. Confundido por la hechicera Xayide, traiciona a la Emperatriz Infantil y ataca la Torre de Marfil, hiriendo de gravedad a Atreyu. Casi sin recuerdos, y sin poder pedir nuevos deseos, Bastián pasa por casualidad por la Ciudad de los Antiguos Emperadores. Se embarca con los Yskálnari a través del Mar de Niebla, pasa una temporada en la Casa del Cambio junto a Doña Aiuola y finalmente pasa un largo tiempo trabajando en las entrañas de las minas del Minroud de Yor, buscando una imagen, un sueño olvidado, que lo ayude a encontrar su Verdadera Voluntad y así volver al mundo real. Con la ayuda de Fújur y Atreyu, regresa al mundo real como mejor persona, capaz de amar, llevándole de las Aguas de la Vida a su padre lo cual era su más profundo deseo. Bastián y el librero Koreander intercambian historias de sus aventuras en Fantasía. Koreander revela que una persona puede volver a Fantasía tantas veces como quiera, pues existen muchas puertas a Fantasía, y que puede ver a la Emperatriz siempre que necesite un nuevo nombre. También sugiere que Bastián le enseñará a otros el camino a Fantasía.

### Atreyu
Atreyu es un joven cazador de la tribu de los "Hombres de Hierba", también conocidos como "Pieles Verdes". Sus padres murieron a causa de un búfalo purpúreo poco después de su nacimiento, de tal forma que es criado por toda la aldea (Atreyu, en fantasio clásico o Gran Lenguaje, significa "Hijo de todos"). Es a él a quien la Emperatriz encomienda la Gran Búsqueda para salvar la tierra de Fantasía con la cura para la enfermedad que ella padece.

### La Emperatriz Infantil
La Emperatriz Infantil, monarca de Fantasía, reside en la Torre de Marfil, palacio en el corazón del reino. Su descripción es la de una niña indescriptiblemente hermosa, no mayor de diez años, a pesar de ser infinitamente mayor que cualquier otro ser. Su pelo es de una blancura nívea, como su túnica, y sus ojos, del color del oro (uno de sus muchos títulos es "la Señora de los Deseos, la de los Ojos Dorados")
A pesar de que formalmente es la gobernante de Fantasía, no interfiere en sus súbditos ni les impone otra obligación que la de ser tal y como ellos son, sin distinguir entre el bien y el mal, la belleza y la fealdad, siendo así una Fantasía corpórea, razón por la cual todos sus súbditos respetan su autoridad. Si ella muriese, todas sus criaturas morirían inmediatamente, ya que es el corazón de toda Fantasía y todo el reino vive gracias a ella.

### Áuryn
Es el símbolo de la Emperatriz Infantil, por lo que los habitantes de Fantasía lo respetan hasta el punto de no pronunciar su nombre, sino que le llaman eufemísticamente la Alhaja, el Esplendor o el Pentáculo. El medallón brinda a su portador protección absoluta, ya que ningún ser de Fantasía se atrevería a atacar a su portador. Cuando lo lleva un ser humano, Áuryn cumple sus deseos hasta llegar a su Verdadera Voluntad. Sin embargo, el riesgo es que olvide el mundo real por completo y entonces no pueda volver a este, pues cada deseo tiene como coste un recuerdo de quien lo formula.

### Fújur (Falkor o Falcor)
Fújur es un dragón blanco de la suerte, uno de los animales más raros de Fantasía, donde los dragones de la suerte no se parecen en nada a los dragones corrientes. Ellos son criaturas del aire y del buen tiempo, de alegría desenfrenada y, a pesar de su colosal tamaño, ligeros como una nubecilla de verano. Por eso, no necesitan alas para volar. Su cuerpo es largo y flexible, con escamas color madreperla. Sus ojos son de color rubí. Nadan por los aires del cielo igual que los peces lo hacen en el agua. Desde tierra, parecen relámpagos lentos. Y lo más maravilloso en ellos es su canto, dice el libro que quien lo ha escuchado no lo olvida jamás y se lo cuenta a sus nietos. Su voz es como el repicar de una campana de bronce. Después de que Ártax, el caballo de Atreyu, muere en el Pantano de la Tristeza, Fújur es quien lo acompaña en la Gran Búsqueda.

### Xayide
Xayide es una maga o hechicera (que tiene un ojo verde y otro rojo) que vivía en "La Mano Vidente" (un castillo en forma de una mano saliendo de la tierra con ventanas en forma de ojos, con una torre en cada uno de los dedos) antes de que Bastian la derrotase, para posteriormente ofrecérsele como consejera. Sin embargo, sus verdaderas intenciones son sembrar la discordia entre Bastian y Atreyu.

### Karl Konrad Koreander
Dueño de la librería donde Bastián encuentra La historia interminable. Anteriormente ya había ido a Fantasía. 

### Gmork
Hombre lobo al servicio de la Nada que esta encadenado por la princesa tenebrosa por su misión: acabar con Atreyu. Tiene unos enormes ojos verdes. Está basado en el lobo Fenrir de la mitología nórdica.[cita requerida]

## Proceso de creación
La historia de cómo Michael Ende puso a escribir su novela más famosa fue larga. Se inició en febrero de 1977 con la visita del editor Hansjörg Weitbrecht al autor en su casa de Genzano. Tan pronto como se abordó el tema del siguiente libro a publicar, Michael Ende comenzó hurgar en una caja de zapatos y a pensar en un montón de ideas. En un pedazo de papel, escribió el siguiente resumen: "Un niño toma un libro, se encuentra literalmente dentro de la historia y tiene problemas para salir". Una vez Weitbrecht hubo expresado su aprobación, Ende prometió entregar el manuscrito antes de Navidad. Asumió que el proyecto sería sencillo, y en privado se preguntó cómo podía estirar el material para llenar un centenar de páginas.
El cuerpo del nuevo libro creció ante los ojos de Michael Ende. En poco tiempo estaba en el teléfono con su editor, solicitando una prórroga del plazo. El libro sería algo más largo de lo esperado, pero se esperaba que fuera terminado antes del otoño de 1979. Sin embargo, durante el transcurso de 1978, los editores no tuvieron noticia alguna del autor. Luego, en el otoño de ese año, Ende finalmente resurgió. El libro, le dijo a su editor, aún no estaba completo. El joven Bastian se había negado a salir de Fantasía, y era su deber como autor el seguirle en sus viajes. 
La siguiente comunicación de Ende dejó aún más preocupados a sus editores. El libro, explicó, requería de un diseño especial: un volumen encuadernado en cuero con incrustaciones de madreperla y completada con cierres de latón. Weitbrecht partió a toda prisa a Genzano. Después de mucha discusión, editor y autor acordaron un volumen encuadernado impreso en tinta a dos colores. Cada uno de los veintiséis capítulos, que comienzan con una letra ornamental, sería ilustrado por Roswitha Quadflieg. Preocupado por el fuerte aumento de los costos de producción, Weitbrecht hizo su camino de vuelta a Stuttgart.
La lucha de Ende para escapar del mundo que había creado se convirtió cada vez más intensa. Durante las conversaciones con su editor, sonaba casi desesperado -era una cuestión de supervivencia literaria. A menos que Ende pudiera encontrar una manera de salir de Fantasía, Bastian quedaría atrapado en su interior. Al final del año, incluso circunstancias ambientales parecían conspirar contra él. El invierno de 1978-1979 fue uno de los más fríos que se recuerdan. La nieve caía en las Colinas Albanas y la temperatura bajó a menos diez grados. Las casas en Genzano no estaban diseñadas para resistir a tales extremos, y la de Ende no fue la excepción. Con el hielo obstruyendo las tuberías y envuelto en mantas húmedas, Michael Ende se mantuvo trabajando. A pesar de esas difíciles condiciones, pudo finalmente encontrar una solución: ÁURYN, la gema, sería la manera de salir de Fantasía. No sería la única vez que La Historia Interminable demostraría ser un libro mágico.

## Simbología
La historia interminable es un libro que se contiene a sí mismo. En la historia, aparece el libro, en la historia contada dentro de la historia, vuelve a aparecer. Cada vez significa algo distinto. En última instancia, seguir las aventuras de Bastián es seguir las peripecias de alguien que es atrapado cada vez más por la literatura. En la primera parte del libro, se narra cómo es que el protagonista comienza a leer, y qué es lo que le fascina del libro: en Atreyu ve a su ideal imposible.
- La Nada que destruye Fantasía es la carencia de imaginación de los humanos del mundo real: ya no crean, no sueñan.

- A medida que Bastián lee, se hace cada vez más evidente que el llamado a darle ese nuevo nombre es él, pero le falta el valor: Lo que Ende quiere decir con esto no es solo lo que parece: Bastián se siente fascinado por la lectura, pero su destino no es solo leer, tarde o temprano él mismo se lanzará a la aventura de crear sus propias historias. Esto es lo que simboliza el darle un nombre a la Emperatriz. La Nada se extiende por Fantasía porque los humanos han dejado de crear historias: ya no sueñan.

- Viejo de la Montaña Errante: Este es, tal vez, el personaje más misterioso de la novela, tanto como la Emperatriz misma. Se dice que es el opuesto a ésta: ella es una niña, él es viejo. Una pista se da cuando la Emperatriz escala una escalera de letras que lleva a su guarida: “las letras no siempre la trataban bien”. Tentativamente, podría aventurarse esta explicación, simplista: la Emperatriz infantil es la inspiración que hace nacer las historias. El Viejo es el rigor que se necesita para escribir, todo lo que es arduo en la escritura.

- El único cometido que se recibe en Fantasía, "haz lo que quieras", no quiere decir que Bastián pueda hacer lo que se le antoje, significa que debe seguir sus deseos hasta que lo lleven a su Verdadera Voluntad. Esta es la búsqueda de Bastián por Fantasía.

Bastián busca su Verdadera Voluntad, pero innumerables obstáculos se interponen en la búsqueda de ésta. Y al hacer lo que no se quiere de verdad, se cae cada vez más profundamente en la perdición. Los deseos torcidos de Bastián hacen que olvide cada vez más su mundo natal, cosa que no le molesta, porque de todos modos no quiere volver allí. Sin embargo, el que nada recuerda, nada puede desear. Cuando pierda el último recuerdo de su propio mundo, Bastián ya no podrá desear nada. Asimismo, cuando el autor se pierde en su mundo fantástico, olvidando la “realidad”, ya no puede crear nada. La base para la creación es la propia realidad, no se la puede olvidar.

## Adaptaciones

### Adaptaciones en el cine
- Die unendliche Geschichte fue la primera adaptación de la novela. Estrenada en 1984, fue dirigida por Wolfgang Petersen y protagonizada por Barret Oliver (Bastián), Noah Hathaway (Atreyu), y Tami Stronach (la Emperatriz Infantil, en su única incursión en el cine). La banda sonora fue compuesta por Klaus Doldinger y Giorgio Moroder. La película sólo cubre la primera parte del libro, hasta el momento en que Bastián entra en Fantasía.[5] Ende se sintió terriblemente decepcionado por el resultado, hasta el punto de declarar que la película era «un gigantesco melodrama comercial a base de cursilería, peluche y plástico», por lo que pidió que retiraran su nombre de los títulos de crédito, donde solo aparece como autor de la novela.[6]

- The Neverending Story II: The Next Chapter, dirigida por George T. Miller y protagonizada por Jonathan Brandis, fue estrenada en 1990. Se usan muchos de los temas de la segunda parte de la novela de Ende, pero perdiendo totalmente la esencia de la historia original.[7]

- The Neverending Story III protagonizada por Jason James Ritcher, Melody Kay, Jack Black y Julie Cox, fue estrenada en 1994. La película está basada en algunos de los personajes de la novela original, pero con una historia completamente nueva.[8]

### Musical
- La Historia Interminable, el Musical es la primera adaptación teatral en formato musical de la obra de Michael Ende, producida por Beon Entertainment, en la que no faltan guiños a la versión anterior (como la canción Neverending Story), pero siempre dotándola de matices propios y, sobre todo, siendo muy fieles al libro original.
- El reparto cuenta con 35 actores (juveniles en términos generales) entre los que podemos destacar a: Martina Hernández, Claudia de Paz, Karina Scutelnicu, Alicia Scutelnicu, Noelia Rincón y Rocío Barroso se reparten el papel de Bastian. Miguel Sánchez, Alonso Baquero, David Sarnago, Marcos Sarnago y Pablo Castiñeira interpretan a Atreyu. Teresa Abarca y Alba Cuartero se reparten el papel de Emperatriz Infantil. Josean Moreno es Fújur, Teresa Ferrer Xayide y Álex Forriols Gmork.
- Producido por Dario Regattieri, el musical cuenta con música de Iván Macías (Banda sonora de 16 canciones), y letra de Félix Amador, mientras que Federico Barrios Fierro se encarga de la dirección artística y José Félix Romero Archivado el 27 de junio de 2022 en Wayback Machine. es el asistente de movimiento y coreografía. Además, KREAT FX es la empresa encargada de crear los animatronics, las figuras electrónicas que permiten recrear los seres fantásticos que forman parte de esta historia. [9] [10] [11]
- Estuvo disponible en el Teatro Calderón de Madrid desde el 5 de octubre de 2022 hasta el 28 mayo de 2023.[12]
- .El 8 de septiembre de 2023, el musical llegó al Teatro Principal de Zaragoza. La última función en esta ciudad fue el 22 de octubre de 2023. [13]
- El 22 de noviembre de 2023, el musical se estrenó en Barcelona en el Teatre Apolo con Elena González como la Emperatriz Infantil, Josean Moreno como Fujur, Álex Forriols como Gmork y Noemí Gallego como Xayide.[14][15][16] La última función en Barcelona tuvo lugar el 7 de abril de 2024.[17]
- Del 18 de diciembre de 2025 al 4 de enero de 2026, el musical volverá a estrenarse en el FIBES, en Sevilla. [18][19]

### Otras adaptaciones
- La novela inspiró dos series, una de animación y otra actuada:
  - The Neverending Story (1995-1996), serie animada dirigida por Marc Boreal y Mike Fallows
Relata las aventuras de Bastián en Fantasía, aunque con una línea argumental distinta a la novela.[20]
  - Tales from the Neverending Story (2001-2004), serie dirigida por Giles Walker y Adam Weissman
Desarrolla la historia completa en 13 episodios en el Reino Unido o 4 películas en Estados Unidos.[21]

### En el teatro
- La historia interminable se estrenó como obra teatral en 2012 en Brisbane, Australia, a cargo de la Harvest Rain Theatre Company. [22][23]
- También ha sido adaptada tanto como ballet como en forma de ópera en Alemania, se estrenó en Tréveris y en el Teatro Nacional de Weimar el 10 de abril de 2004. La partitura de todas estas versiones teatrales es de Siegfried Matthus. El libreto de la ópera fue de Anton Perrey. [24]
- En Canadá, se presentó otra obra teatral sobre este libro para el Festival de Stratford en la temporada de 2019, adaptada por David S. Craig con música original de Hawksley Workman. [25]